# Димитриос Думбиотис
Димитриос Думбиотис или капитан Рициотис (на гръцки: Δημήτριος Δουμπιώτης, καπετάν Ριτσιώτης) е гръцки военен лекар, лейтенант и андартски капитан, деец на гръцката въоръжена пропаганда в Македония.

## Биография
Роден е в 1874 година в Думбия, тогава в Османската империя. Внук е на гръцкия революционер Константинос Думбиотис. Работи като чиновник в гръцкото консулство в Битоля. Димитриос се включва в гръцката въоръжена пропаганда в Македония. Начело е на андартското движение в Костурско в 1908 година. Взима участие в Балканската и Междусъюзническата война. Умира на 4 декември 1917 година в Атина.